# Bernard de Hoog
Johan Bernard de Hoog (* 19. November 1866 in Bussum; † 17. Dezember 1943 in Den Haag) war ein niederländischer Maler. Er war vor allem für seine Innenansichten aus Bauernhäusern im Stil der Haager und Larener Schule bekannt.

## Leben
Johan Bernard de Hoog wurde am 19. November 1866 in Bussum geboren. In einigen Quellen wird als Geburtsjahr auch das Jahr 1867 genannt, jedoch wird er im Geburtsregister von Bussum als geboren im Jahr 1866 geführt. Er war mit Sara Johanna Evers (1868–1938) verheiratet, die Ehe bleib kinderlos.
De Hoog absolvierte eine kaufmännische Ausbildung, obwohl er als Schüler viel Talent für die Malerei zeigte. Eine künstlerische Ausbildung lehnten seine Eltern zunächst ab. Nach der Ausbildung arbeitete er einige Jahre in einem Büro, doch als der Kaufmann, bei dem er angestellt war, in den Hauptbüchern Skizzen und Zeichnungen statt der üblichen Aufstellungen fand, bekam er von diesem den Auftrag ein Porträt der Ehefrau des Kaufmanns anzufertigen. Danach ermunterte ihn der Kaufmann an der  Kunstgewerbeschule Quellinus in Amsterdam zu studieren und dort hatte er Unterricht bei Johannes Frederik Hulk und Johannes Cornelis van Essen. In seinen letzten zwei Jahren erhielt er ein Stipendium durch die niederländische Königin. De Hoog folgte der Haager Schule, einer Bewegung des Realismus, einer Reaktion gegen die frühere Stimmung der Romantik und widmete sich dem einfachen Landleben, in der auch Kinder eine Rolle spielten.
De Hoog kopierte die alten Meister und im Laufe des Jahres 1886 wurde sein Talent in der Kunstszene wahrgenommen. Das erste große Bild, das er ausstellte, wurde in Amsterdam mit dem Titel „Während der Predigt in der neuen Kirche“ gezeigt. De Hoog wurde zu einem Maler von Innenräumen, da es in dem Dorf, in dem er lebte, viele dieser Räume gab. Er malte auch viele kleine Bilder vom Leben der Landbevölkerung, von den Häusern der Bauern, wobei das Licht durch die alten Fenster schien.

## Ausstellungen
Eine Auswahl von Ausstellungen an denen Bernard de Hoog beteiligt war:
- 1895: Ausstellung mit Kunstwerken von lebender Meister
- 1899: Ausstellung von Kunstwerken lebender Meister in Amsterdam im Jahr 1899
- 1903: Ausstellung von Kunstwerken lebender Meister
- 1907: Städtische Ausstellung mit Kunstwerken lebender Meister, 1907
- 1910: Gemälde und Skulpturen von Mitgliedern der Gesellschaft
- 1914: Kunstwerke von Mitgliedern der Gesellschaft
- 1923: Regierungsjubiläum 1898–1923: Ausstellung niederländischer bildender Künstler

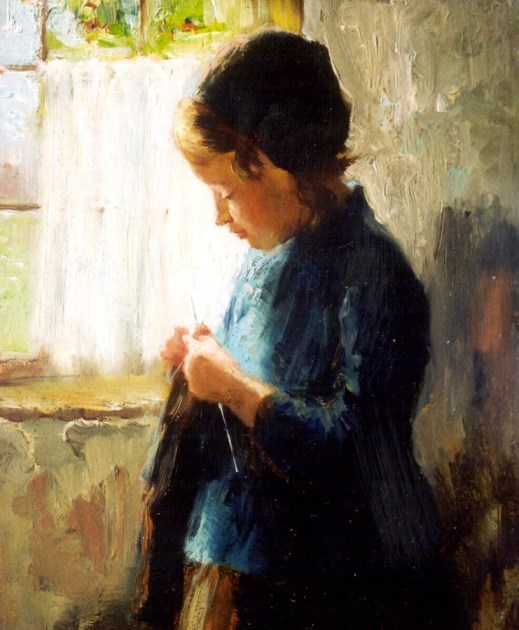
Stricken (ca. 1900)
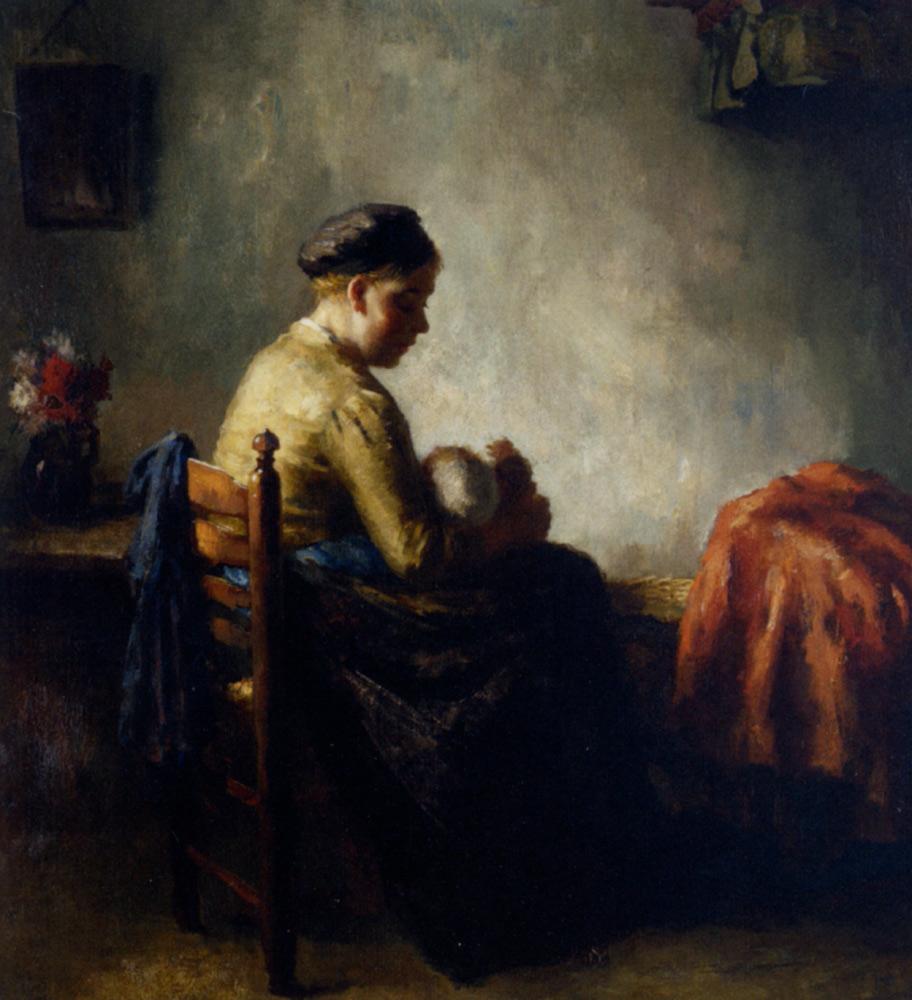
Mutterschaft; das Kind schaukeln (ca. 1910)
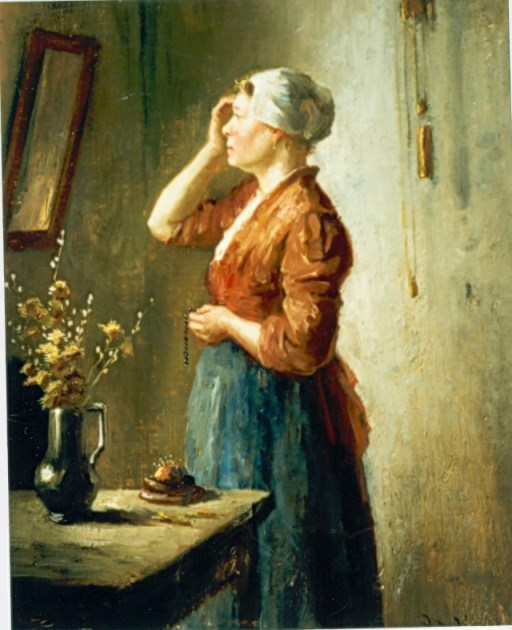
Betrachtung vor dem Spiegel (ca. 1910)
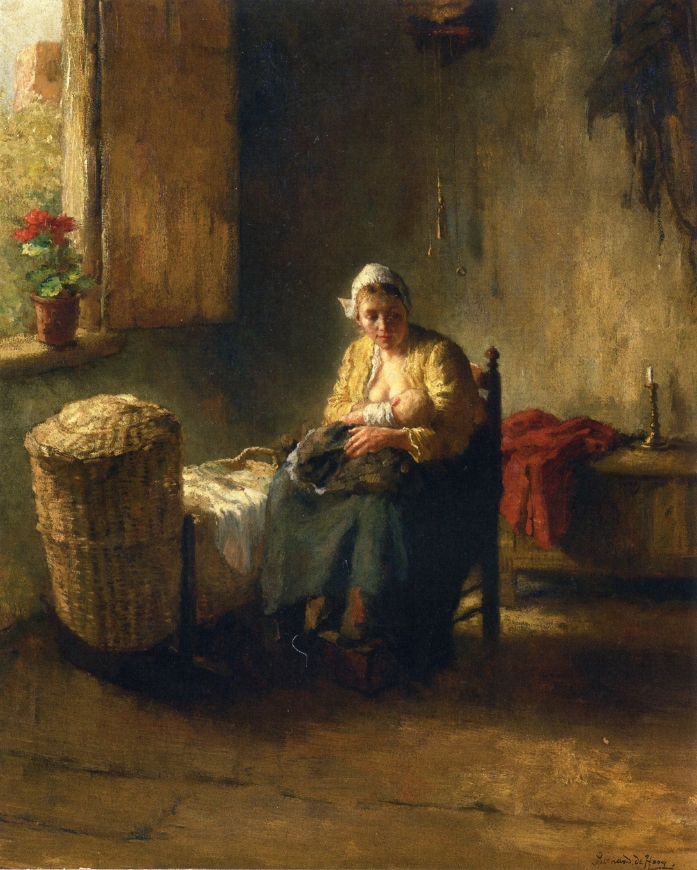
Die Mutter (ca. 1920)
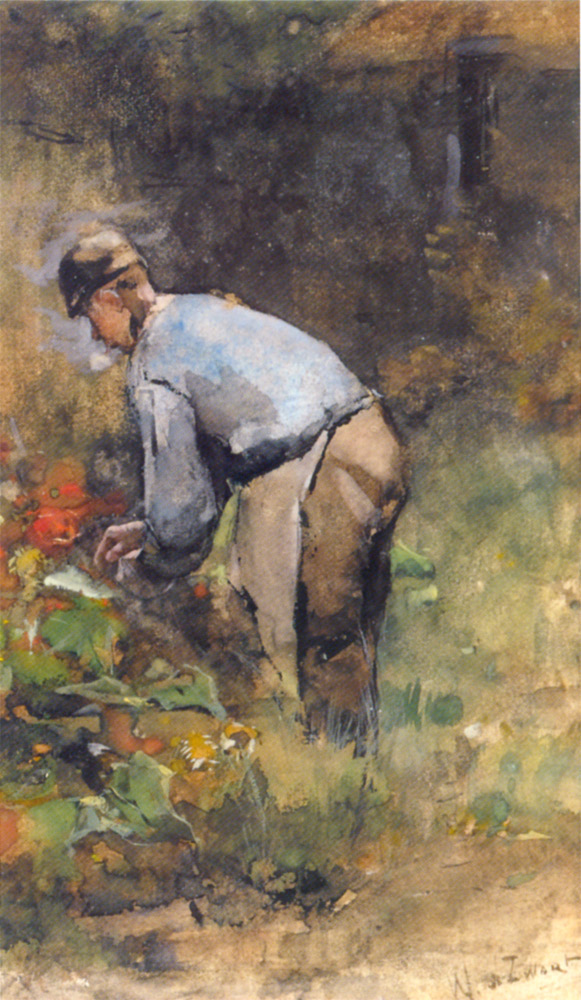
Bei der Arbeit im Garten (ca. 1920)